# Villeneuve-Minervois
Villeneuve-Minervois – miejscowość i gmina we Francji, w regionie Oksytania, w departamencie Aude.
Według danych na rok 1990 gminę zamieszkiwały 842 osoby, a gęstość zaludnienia wynosiła 35 osób/km² (wśród 1545 gmin Langwedocji-Roussillon Villeneuve-Minervois plasuje się na 387. miejscu pod względem liczby ludności, natomiast pod względem powierzchni na miejscu 292.).

## Zabytki
Zabytki w miejscowości posiadające status monument historique:
- dolmen Le Vieil Homme (dolmen du Vieil Homme)